# Xã Spadra, Quận Johnson, Arkansas
Xã Spadra (tiếng Anh: Spadra Township) là một xã thuộc quận Johnson, tiểu bang Arkansas, Hoa Kỳ. Năm 2010, dân số của xã này là 11.389 người.